# Deposizione di Cristo (Donatello)
La Deposizione di Cristo è un rilievo di Donatello facente parte della decorazione dell'altare della basilica del Santo a Padova.
È l'unico rilievo del complesso pervenutoci scolpito in pietra calcarea anziché bronzo, ma le sue figure sono state brunite per meglio accordarsi all'insieme.
Misura 138x188 cm e risale a dopo il 1446, completato entro il 1453.

## Storia
L'altare e le sue decorazioni vennero eseguiti tra la seconda metà del 1446 e la partenza dell'artista da Padova, nel 1453. Le opere vennero ritoccate per molto tempo, ben oltre la partenza di Donatello: se ne ha notizia fino al 1477.
Poiché la struttura architettonica originale dell'altare andò distrutta sul finire del XVI secolo, la versione che oggi si vede è una ricostruzione controversa dell'architetto Camillo Boito del 1895.
Il rilievo della Deposizione si trovava forse sul lato posteriore al centro ed anche oggi è stato collocato sul retro nell'altare ottocentesco.

## Descrizione e stile
La scena è molto concitata, a differenza della compostezza delle statue a tutto tondo e dei rilievi minori (Cristo morto, simboli degli Evangelisti e Putti). Essa rielabora il modello antico della morte di Meleagro. In primo piano si vede il lato anteriore, rettangolare e riccamente decorato da tarsie policrome, del sudario dove è deposto Cristo, il cui corpo è abbandonato, sostenuto da quattro uomini in primo piano. Il capo di Cristo cade realisticamente all'indietro, le mani e i piedi sono incrociati. Gli uomini sono di diverse età e sono composti secondo linee prevalentemente verticali e diagonali nel senso alto/destra-basso/sinistra.
Le quattro donne in secondo piano sono invece in preda alla disperazione più concitata, correndo, piangendo, urlando e strappandosi i capelli. Due di loro hanno le braccia spalancate in aria e disegnano linee diagonali che incontrano perpendicolarmente o con angoli acuti quelle degli uomini, creando un effetto di contrasto e dinamismo. La mimica facciale e la gestualità sono esasperate e stravolgono i personaggi, rendendoli singolarmente irriconoscibili. 
L'insieme è intricato e dà un senso di affollamento che riempie quasi tutti gli spazi liberi del rilievo. L'effetto dimostra sia la disperazione, ma soprattutto l'incertezza e il caos che aveva creato la morte del Salvatore. 
Lo spazio è come annullato, con la percezione possibile del solo sarcofago e delle figure, in modo da accentuare la drammaticità dell'episodio. Le figure dolenti creano come uno schermo unitario di maschere di dolore. Spicca quindi la linea dinamica, esaltata dalla policromia. 
In quest'opera, di impatto fondamentale per l'arte dell'Italia settentrionale, Donatello rinunciò ai principi di razionalità e fiducia nell'individuo tipicamente umanistiche, che negli stessi anni, invece, lo scultore fiorentino ribadiva nel Gattamelata. Si tratta dei primi sintomi, colti con estrema prontezza dall'artista, della crisi degli ideali del primo Rinascimento, che maturò nei decenni successivi.